# فيليب لوك
فيليب لوك (بالإنجليزية: Philip Locke)‏ هو ممثل بريطاني، ولد في 29 مارس 1928 بلندن في المملكة المتحدة، وتوفي في 19 أبريل 2004 في المملكة المتحدة.

## أعمال

### أفلام
- (1965) كرة الرعد

## ترشيحات
- جائزة توني لأفضل ممثل في مسرحية [الإنجليزية]‏ (1975)

## وصلات خارجية
- فيليب لوك على موقع IMDb (الإنجليزية)
- فيليب لوك على موقع ألو سيني (الفرنسية)
- فيليب لوك على موقع أول موفي (الإنجليزية)
- فيليب لوك على موقع قاعدة بيانات برودواي على الإنترنت (الإنجليزية)
- فيليب لوك على موقع قاعدة بيانات الأفلام السويدية (السويدية)
- فيليب لوك على موقع ديسكوغز (الإنجليزية)
- فيليب لوك على موقع قاعدة بيانات الفيلم (الإنجليزية)
- فيليب لوك على موقع كينوبويسك (الروسية)